# Lê Đức Anh
Lê Đức Anh (ur. 1 grudnia 1920, zm. 22 kwietnia 2019 w Ho Chi Minh) – wietnamski generał i polityk; prezydent kraju w latach 1992–1997.
Urodził się w dystrykcie Phú Lộc w prowincji Thừa Thiên-Huế. Jako dziecko przeszedł ospę, po której utracił wzrok w jednym oku. W młodości studiował inżynierię, potem zaangażował się w ruch oporu przeciwko francuskim władzom kolonialnym.
W 1938 wstąpił do Komunistycznej Partii Indochin.
Był funkcjonariuszem w wojsku w czasie I wojny indochińskiej, ale brak informacji o jego stopniu wojskowym. W 1962 roku, podczas wojny wietnamskiej należał jednak do sztabu generalnego i dowodził operacją. Został wysłany na południe, w okolicy granicy z Kambodżą. Poszerzenie strefy należącej do Wietnamu Północnego zostało uznane za sukces i przyniosło mu awans do stopnia generała, choć Bùi Tín (były pułkownik, później dziennikarz) zauważał, że w tym rejonie nie stacjonowały wojska amerykańskie, ani siły Wietnamu Południowego.
Lê Đức Anh znalazł się w sztabie generała Văn Tiến Dũnga i, w 1975 roku dowodził wiosenną ofensywą, która doprowadziła do poddania się sił południowowietnamskich. W grudniu 1978 dowodził siłami wietnamskimi w wojnie z Czerwonymi Khmerami z Kambodży. Anh pozostał w Kambodży przez kolejne osiem lat, dowodząc stacjonującą tam armią wietnamską (180 tys. żołnierzy) wspierającą i chroniącą rząd Ludowej Republiki Kampuczy.
W latach 1980 do 1983 pełnił funkcję wiceministra obrony, od 1982 do 1997 – członka Biura Politycznego KC Komunistycznej Partii Wietnamu, od 1986 do 1987 – szefa sztabu generalnego, od 1987 do 1991 – ministra obrony. Jako minister obrony opracowywał plan wycofania wojsk wietnamskich z Kampuczy. W 1991 roku po podpisaniu traktatu pokojowego z Kampuczą został wysłany do Chin, w celu poprawienia relacji z tym krajem, pogorszonych zwłaszcza po wojnie w 1979 roku. 
W 1992 roku został prezydentem Wietnamu. Urząd sprawował realnie do 1996 roku, w którym przeszedł udar mózgu. Od tego czasu był częściowo sparaliżowany, jego rola jako prezydenta była jedynie symboliczna. Ustąpił z urzędu w 1997 roku, pozostając członkiem Politbiura do 2001 roku.